# Stanisław Chodecki (zm. 1474)
Stanisław Chodecki (Stanisław z Chodcza (obecnie Chocz), z Chłopów, z Lubina, zm. między 28 stycznia i 11 czerwca 1474) – wojewoda ruski (1466) i podolski (1462), kasztelan lwowski (1460), starosta kruświcki, halicki (1452), kamieniecki (1464) oraz trembowelski.
W 1432 otrzymał od króla zapis 200 grzywien na Janczynie i pięciu wsiach w powiecie lwowskim. W Haliczu 20 grudnia 1463 szlachcic Paweł Kuropatwa z Pałahicz podpisał dokument, w którym Ihnat ze wsi Kutyszcze, sędzia, i Piotr z Siemiakowiec, podsędek ziemski halicki, poświadczają, że Stanisław z Chodcza, wojewoda podolski i starosta halicki, sprzedał Grzegorzowi z Sanoka, arcybiskupowi lwowskiemu, wieś swoją dziedziczną za 300 grzywien zwykłej monety. Był gwarantem pokoju toruńskiego 1466 roku.
Był założycielem miasta Komarno.

## Życie prywatne
Jego małżonką była Barbara z Pilczy (zm. po 1508), córka Jana z Pilczy, wojewody i kasztelana krakowskiego, wnuczka królowej Polski Elżbiety Pileckiej. Dzieci:
- Mikołaj, dworzanin królewski, starosta halicki, kasztelan lwowski i hetman ziem ruskich
- Jan, dworzanin królewski, starosta halicki, kamieniecki oraz trembowelski
- Stanisław, hetman ziem ruskich, hetman na Podolu, kasztelan lwowski, starosta generałny ruski, marszałek wielki koronny, starosta halicki, lwowski i lubaczowski
- Piotr, starosta halicki, kasztelan halicki i rotmistrz królewski
- Andrzej, starosta halicki, pleban w Haliczu, kanonik przemyski i lwowski, kustosz kapituły przemyskiej, biskup elekt kamieniecki
- Spytek, starosta halicki
- Otto, dworzanin królewski, kasztelan lwowski, wojewoda podolski, ruski, sandomierski, krakowski, starosta lwowski, halicki, lubaczowski, śniatyński, kołomyjski, wisznicki, kałuski, rohatyński, tłumacki
- Rafał, starosta halicki, rotmistrz królewski
- Burnetta, małżonka Pawła Koły z Dalejowa i Żółtaniec, wojewody podolskiego od ok. 1502, podkomorzego i kasztelana (1494–1501)[6] halickiego, babka królowej Polski Barbary Radziwiłłówny
- Anna, małżonka Stanisława Szafrańca z Pieskowej Skały, kasztelana sądeckiego
- Jadwiga, małżonka Michała z Buczacza i Jazłowca, podkomorzego halickiego
- Barbara, małżonka Jana z Oleska, Sienna, Złoczowa (Oleskiego), kasztelana małogoskiego